# ジャン・マリー・デラヴェ
ジャン・マリー・デラヴェ（フランス語: Jean Marie Delavay、1834年12月28日 - 1895年12月31日）は、フランスの宣教師である。19世紀後半の特筆される植物採集家の一人である。

## 略歴
スイスに近い、オート＝サヴォワ県のAbondanceで生まれた。幼い頃からサヴォアの高地で過ごし、高山植物に強い興味を持った。1867年から1880年の間、パリ外国宣教会から広東の東部に派遣され、陝西省の植物を栽培した。この時期に集めた植物はイギリス人領事で植物収集家のヘンリー・フレッチャー・ハンスに譲られ、ハンスによってイギリスに送られた。
1881年にフランスに帰国する時に、宣教師で有名な植物学者のアルマン・ダヴィドと出会い、標本をパリ自然史博物館に送り、アドリアン・ルネ・フランシェに鑑定させるように依頼された。
1882年に再び中国に派遣され、世界でもっとも植物学的に豊富な材料が得られる地域のひとつの雲南省北東部に送られた。長江を途中で植物採集しながら船で遡り、四川省のDapingziに赴任した。Dapingziは周囲を山に囲まれた盆地であった。1891年までの滞在中にDapingziの西の横断山（Heishanmen：「雲南のモンブラン」、デラヴェの庭と呼んだ。）に60回も登頂し、強風と寒さで知られる山にポーターを伴わずに登山した。その他の山へも登山し、1884年の探検では多くのツツジ科の植物を持ち帰った。この頃トンキンでフランスと中国との間で戦争が起きたことによって、デラヴェの標本をフランスに送ることは困難を極めたが、平穏になった後、2頭の馬で昆明へ運ばれ、フランスへ送られた。1886年の末、健康を害し、隣の宣教師区の宣教師の死亡による多忙などで、その活動は衰えた。1890年は一年間病気に悩まされ、香港での療養の後、1891年にフランスに帰国し、療養した後、2度目の滞在で残した、植物の回収とフランスへの送付のために3度目となる中国への渡航を行ったが、その作業の後、昆明で没した。
フランシェは1889年からデラヴェの採集した植物を集大成した『デラヴェ神父採集植物』（"Plantae Delavayanae"）を刊行した。